# Scouts du Népal
Les Scouts du Népal sont une organisation de scoutisme comptant plus de 30 000 membres à travers le Népal.

## Historique
L’apparition du scoutisme et du guidisme au Népal intervient en 1952, et l'association est intégrée à l'Organisation mondiale du mouvement scout en 1969.

## Activités
Les activités faites dans une cadre scout au Népal sont variées : travail d'artisanat, campisme, randonnée, vie et conservation de la nature, vie en collectivité. Les scouts du Népal aident également à l'effort d'alphabétisation dans les campagnes, à la production alimentaire et à l'éducation. Ils renforcent également ponctuellement l'action des services de secours lors des séismes, inondations, glissements de terrain ou catastrophes naturelles.